# Adrian Sikora
Adrian Sebastian Sikora (ur. 19 marca 1980 w Ustoniu) – polski piłkarz. Starszy brat Mieczysława Sikory.

## Kariera klubowa
W polskiej Ekstraklasie rozegrał 157 spotkań, strzelając 57 bramek (dane na 8 grudnia 2012). Jego debiut w Ekstraklasie miał miejsce 19 marca 2003 roku w zremisowanym 0:0 meczu pomiędzy Górnikiem Zabrze i Ruchem Chorzów. Do klubu z Grodziska Wielkopolskiego trafił w styczniu 2004 roku. Dla drużyny wystąpił w 109 spotkaniach, zdobywając 46 bramek. Po czterech latach wyjechał do Hiszpanii, zostając zawodnikiem Realu Murcia. W zespole spędził sezon 2008/2009. Następnie wyjechał do cypryjskiego APOEL-u Nikozja, gdzie przez 3 lata rozegrał zaledwie trzy spotkania.
28 czerwca 2011 podpisał kontrakt z Podbeskidziem Bielsko-Biała. 1 sierpnia 2012 został zawodnikiem Piasta Gliwice.

## Kariera reprezentacyjna
W reprezentacji Polski rozegrał dwa mecze i strzelił jedną bramkę (przeciwko Malcie).

## Osiągnięcia
Dyskobolia Grodzisk Wlkp.:
- Puchar Polski (2): 2004/05, 2006/07
- Puchar Ekstraklasy (2): 2007, 2008

APOEL FC:
- Superpuchar Cypru (1): 2009